# Efecto de distanciamiento

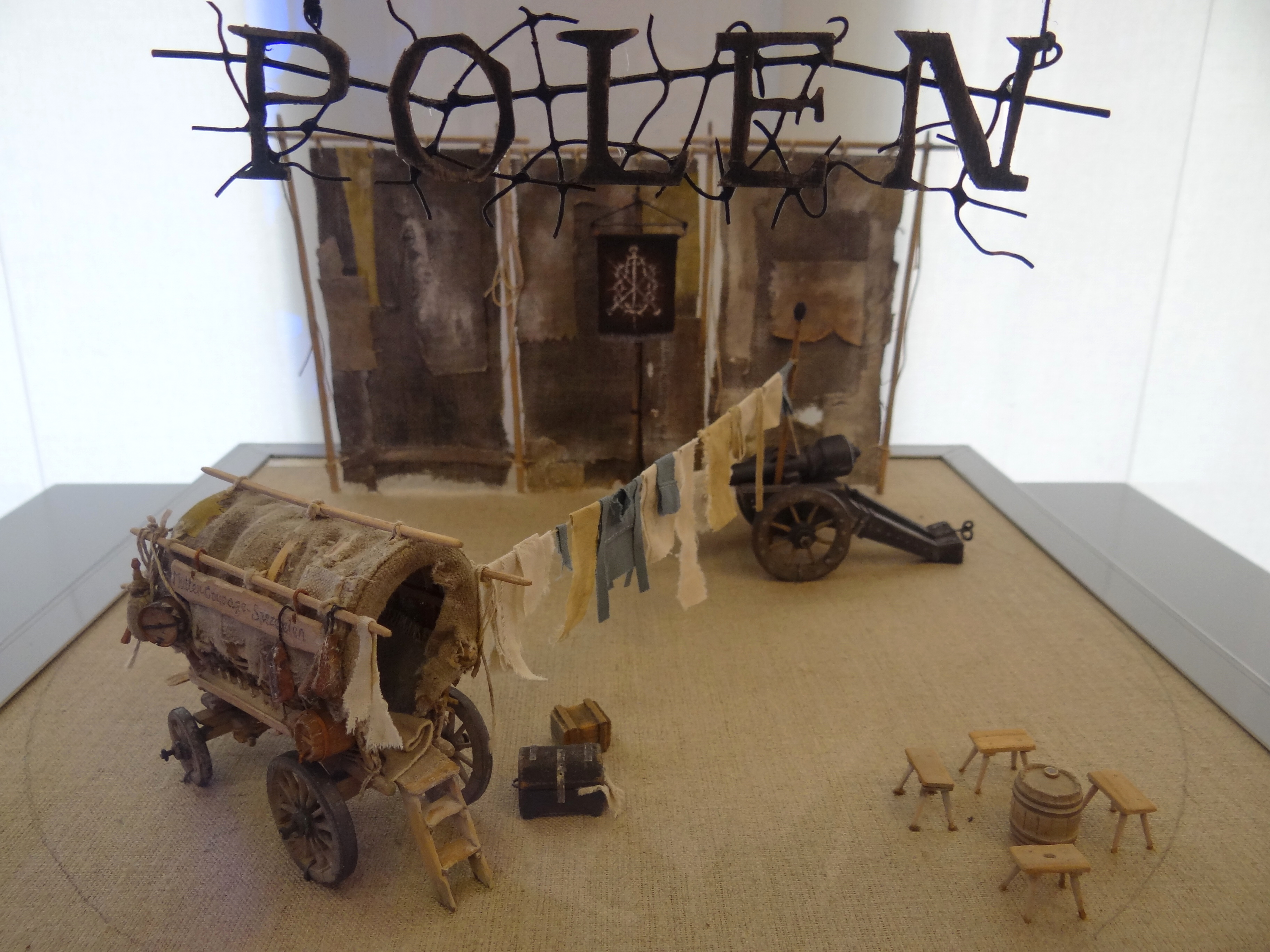
Maqueta del diseño de escenario para Madre Coraje y sus hijos - Bert-Brecht-Haus - Augsburg

Verfremdungseffekt (en alemán: ‘efecto de extrañamiento’; «efecto de distanciamiento») es una forma de teatro creada por Bertolt Brecht que consiste en que la obra se centra en las ideas y decisiones, y no en intentar sumergir al público en un mundo ilusorio, para así evitar la catarsis. Se relaciona con el Epischestheater (Teatro épico) de Brecht.

## Objetivos y técnicas
Para Brecht, el teatro debía «mostrar y explicar ideas de una realidad que consideraba cambiante», y se requería de un distanciamiento emocional con respecto a lo que se mostraba en la obra para que así el público pudiera reflexionar de una manera crítica y objetiva, en lugar de hacer que se identifiquen con los personajes y, en cuanto a la obra concierne, dejaran de «ser ellos mismos».
Las técnicas usadas para esto incluían el que los actores se dirigieran directamente a la audiencia, la exageración, el uso de luz de escena de manera no convencional, canciones y, de manera notoria, el uso de carteles y pancartas que anticipaban qué iba a pasar. Así, el público se distanciaba de la obra, siendo consciente de estar viendo una obra de teatro de manera que podía reflexionar sobre esta. Ejemplos de obras de Brecht del Episches Theater donde se buscaba el distanciamiento incluyen Mutter Courage und ihre Kinder (Madre Coraje y sus hijos) o Der gute Mensch von Sezuan (La buena persona de Sezuan). Cabezas redondas y cabezas puntiagudas fue la primera de sus obras en la que Brecht introduce el efecto de distanciamiento.

Se buscaba una manera de interpretar que volviera llamativo lo corriente, asombroso lo acostumbrado. Lo que uno se encuentra habitualmente debería de poder tener un efecto raro y mucho de lo que parecía natural debía ser reconocido como artificial. Porque si los sucesos que había que representar se volvían extraños, solo perderían una familiaridad que los sustraía al juicio fresco e ingenuo
Beltrolt Brecht, Escritos sobre teatro

Brecht era consciente, sobre todo en su exilio en Estados Unidos, donde el teatro era muy tradicional siguiendo el estilo naturalista (a diferencia de las vanguardias europeas), que sería difícil que sus obras innovadoras fueran representadas.

## Cine
Este efecto de distanciamiento en el cine. Varios guionistas (Harold Pinter) y directores influidos por Brecht han usado el efecto en sus películas; por ejemplo Jean-Luc Godard, Rainer Werner Fassbinder, Raúl Ruiz, Lars von Trier, Thomas Vinterberg, Roy Andersson, Yorgos Lanthimos y Michael Haneke.
Estos autores han usado técnicas poco convencionales para distanciar al espectador. En La mujer del teniente francés, dirigida por Karel Reisz, el intercambio de historias entre la vida de los actores y la de los personajes representados utiliza este principio. À bout de souffle (1960), Godard utiliza jump cuts y sonido desincronizado para recordar al espectador que es una producción. 
En Katzelmacher, Fassbinder utiliza largas escenas en las que los personajes, en frente de un fondo negro sin moverse, llevan a cabo una conversación normal. Así, la película no sigue las convenciones del cine lo que no entra en lo que los espectadores esperan ver y por lo tanto les hace conscientes de estar viendo unas películas.